# Mario Salgado
Mario Antonio Salgado Jiménez (* 3. Juni 1981 in Talcahuano) ist ein ehemaliger chilenischer Fußballspieler und heutiger -trainer.

## Verein
Nach seinem Wechsel im Juli 2001 von seinem ersten Profiverein CD Huachipato zum italienischen Erstligisten Brescia Calcio debütierte Mario Salgado im September 2001 in der Serie A und war Teamkollege von Roberto Baggio. Für Brescia erzielte er ein Tor in 18 Ligaspielen, ehe er 2003 für eine Saison an den Zweitligisten Hellas Verona verliehen wurde. Im Juli 2003 wechselte Salgado zum österreichischen Bundesligisten SV Austria Salzburg. Dort konnte er sich jedoch nicht durchsetzen und wurde zunächst an den italienischen Zweitligisten Ternana Calcio verliehen, wo er mit seinem Landsmann Luis Jiménez zusammenspielte. Eine weitere Leihe führte ihn 2006 zum UC AlbinoLeffe. Nach Ablauf seines Vertrags wurde dieser nicht verlängert.
Im Winter 2006 unterschrieb Salgado beim italienischen Drittligisten Foggia Calcio. Nach einer erfolgreichen Saison wechselte er im Sommer 2007 in einer Mitbesitzregelung zum Serie-B-Aufsteiger Avellino. Auch dort zeigte er gute Leistungen, kehrte anschließend zu Foggia zurück und erzielte in der Saison 2008/09 15 Tore in 38 Spielen. Seine Leistungen weckten das Interesse des Serie-B-Klubs FC Turin, den er 2010 verstärkte. Dort konnte er jedoch nicht an seine vorherigen Leistungen anknüpfen und kam lediglich auf ein Tor in sechs Einsätzen. Anfang Januar 2011 wurde sein Vertrag vorzeitig aufgelöst. Bereits im Dezember 2010 war Salgado mit dem chilenischen Erstligisten CSD Colo-Colo über einen Wechsel einig gewesen. Dort kam er allerdings in einem Jahr nur auf fünf Einsätze und wechselte erst zu Deportes La Serena und dann zu Naval, wo er von 2012 bis zu seinem Karriereende 2017 – mit einer Ausnahme 2015 bei Coquimbo Unido – spielte.

## Nationalmannschaft
Salgado nahm mit der U20-Nationalmannschaft 2001 an der Junioren-Weltmeisterschaft teil. Chile schied in der Gruppenphase als Letzter aus. Wenige Tage vor der Abreise zur Weltmeisterschaft nach Argentinien waren acht Spieler der jungen La Roja in einem Bordell vorübergehend verhaftet worden, darunter auch Salgado. Nach dem Turnier wurden alle betroffenen Spieler für drei internationale Spiele gesperrt.

## Trainer
Direkt nach seinem Ende als Profispieler begann Salgado als Trainer beim chilenischen Fünftligisten Colegio Quillón. 2019 trainierte er die Corporación Lota und von 2021 bis 2022 Lota Schwager.